# Ciment
El ciment (del llatí caementum) és un conglomerant hidràulic artificial de naturalesa inorgànica (conglomerant hidràulic vol dir que endureix per l'acció de l'aigua). És un dels materials de construcció més importants que hi ha, si bé gairebé mai s'empra sol. Barrejat amb aigua i àrids forma el formigó. Si els àrids de la barreja són molt fins (sorra), hom anomena la barreja morter.

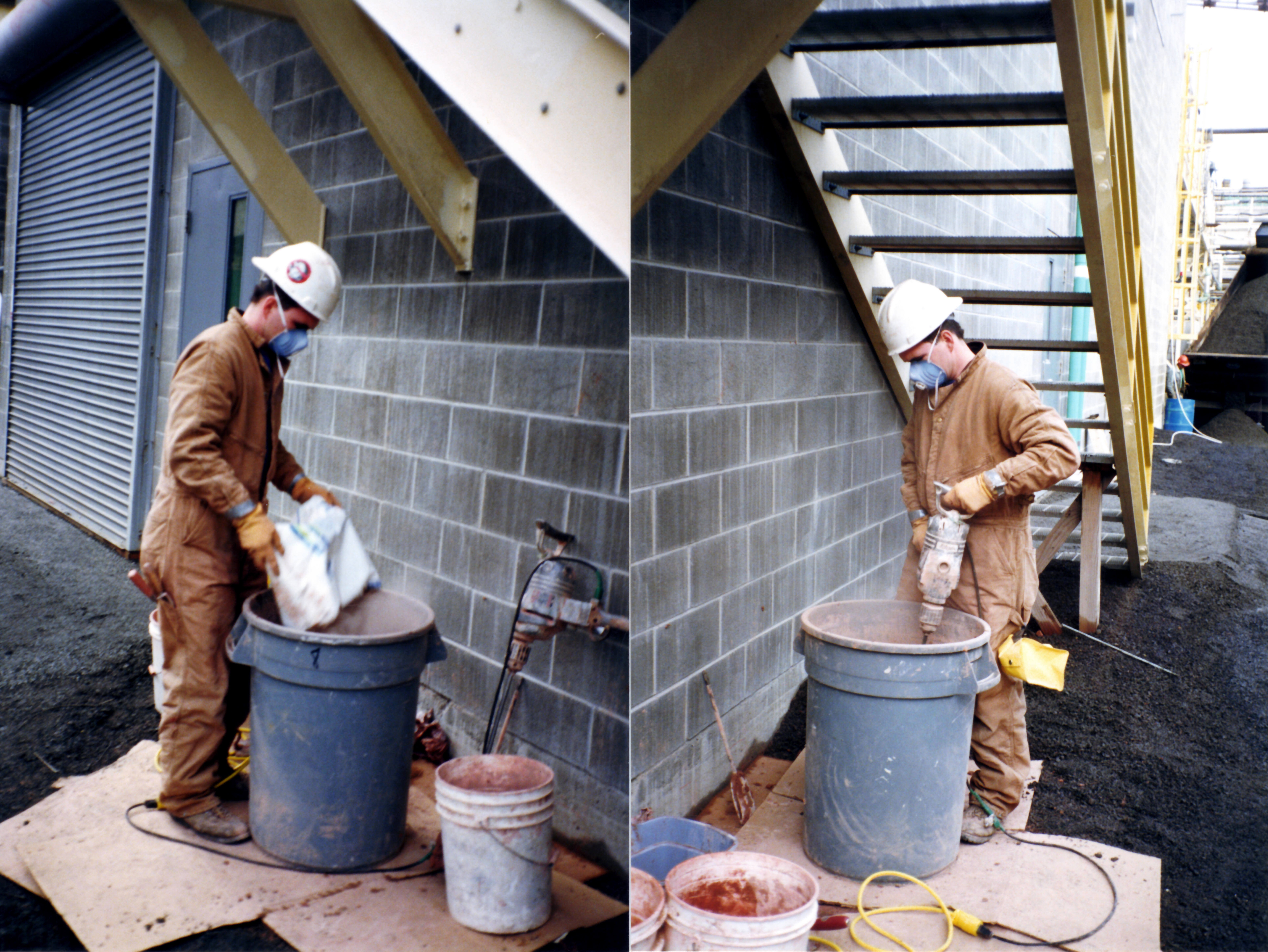
Barreja del ciment

Per analogia, en geologia s'anomena ciment al material d'unió d'algunes roques sedimentàries, principalment conglomerats. Aquest material sol ser carbonat de calci.

## Història
Des de l'antiguitat es van emprar pastes i morters elaborats amb argila, guix o calç per a unir els elements de construcció de les edificacions.
Va ser a l'antiga Grècia quan van començar a usar-se pedres volcàniques extretes de l'illa de Santorí, els primers ciments naturals. La civilització romana va ser la primera a desenvolupar l'ús del ciment, emprant calç viva i cendres volcàniques. La volta del Panteó, l'amfiteatre de Pompeia i els fonaments i parets internes del Colosseu en són bons exemples.
En el segle xviii John Smeaton construeix els fonaments d'un far dalt del penya-segat d'Edystone, a la costa de Cornualla, emprant un morter de calç calcinada. En el segle xix, James Parker, investigant la reacció de les pedres de calç en el foc va crear accidentalment un nou tipus de ciment, que va ser patentat i es va usar àmpliament al llarg del segle, conegut amb el nom de "ciment romà". Joseph Aspdin, un constructor de Wakefield (West Yorkshire), va cremar en un forn una barreja de tres parts de pedra calcària per una d'argila. Aquest material va ser el pare del ciment modern, i es va anomenar pòrtland perquè el seu color gris verdós fosc era similar al de les calcàries de l'illa de Portland. Isaac Johnson, el 1845, obté el prototip del ciment modern, amb una barreja de pedra calcària i argila calcinada a alta temperatura. En el segle XX sorgeix l'auge de la indústria del ciment, a causa dels experiments dels químics francesos Vicat i Le Chatelier i de l'alemany Michaelis, que assoleixen ciment de qualitat homogènia; i la invenció del forn rotatori per a calcinació i el molí tubular i els mètodes de transportar formigó fresc ideats per Juergen Hinrich Magens, que els patenta entre 1903 i 1907.

## Fabricació a Catalunya

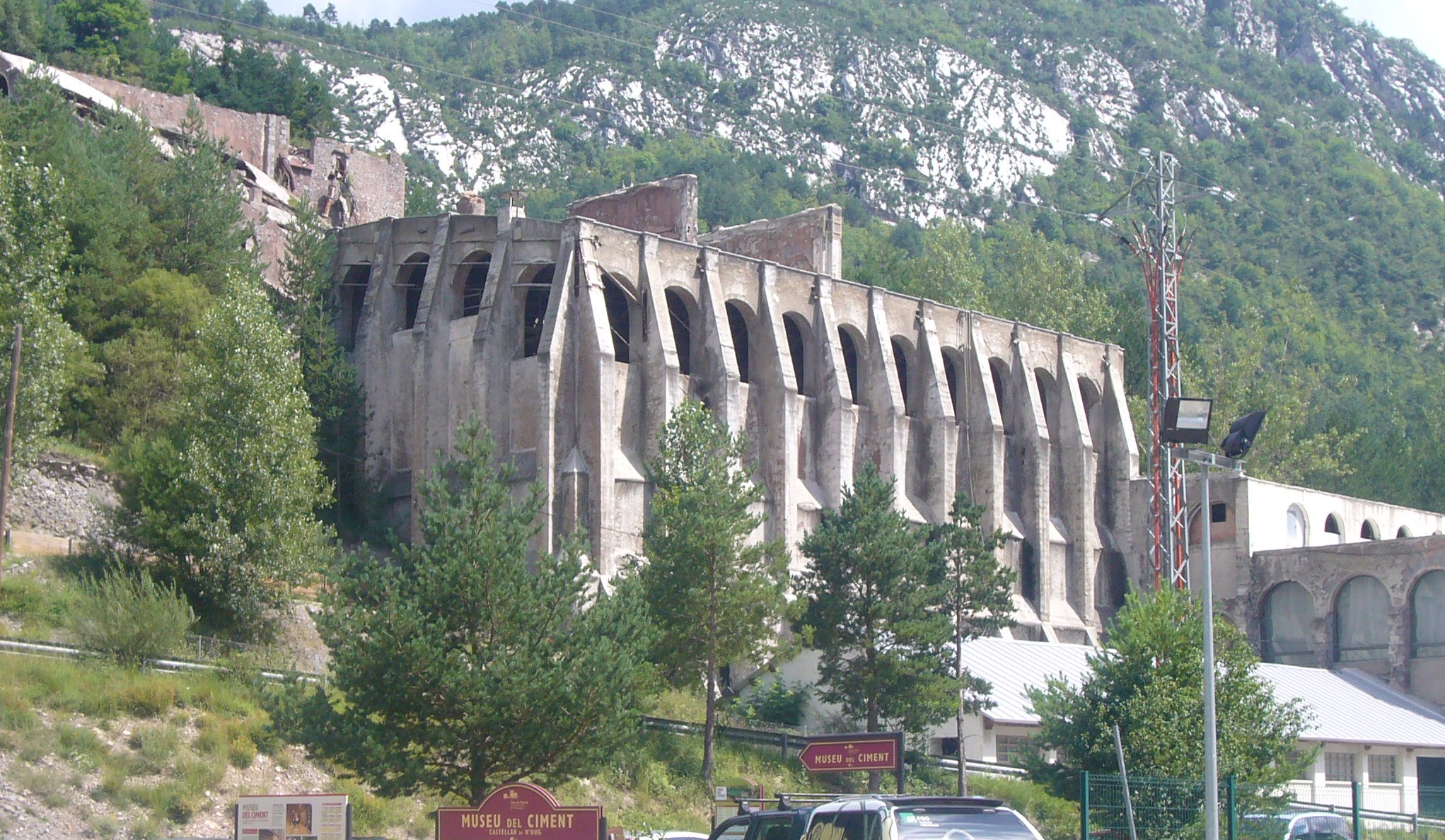
Fàbrica de Ciment Asland a Castellar de n'Hug

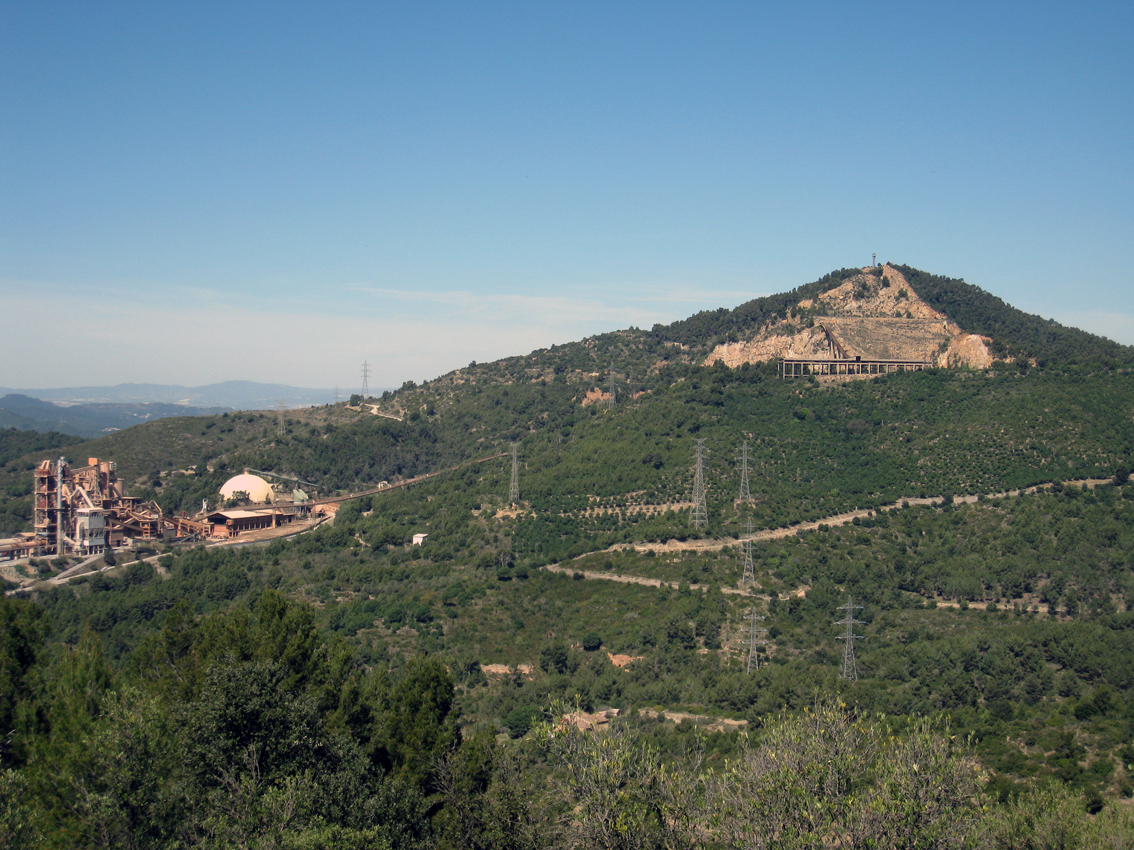
Fàbrica Sanson, al Puig d'Olorda

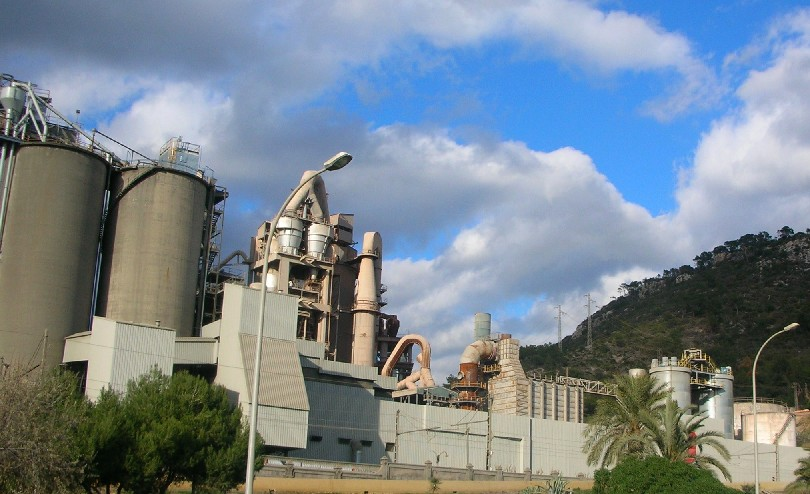
Fàbrica d'Uniland a Vallcarca (Sitges)

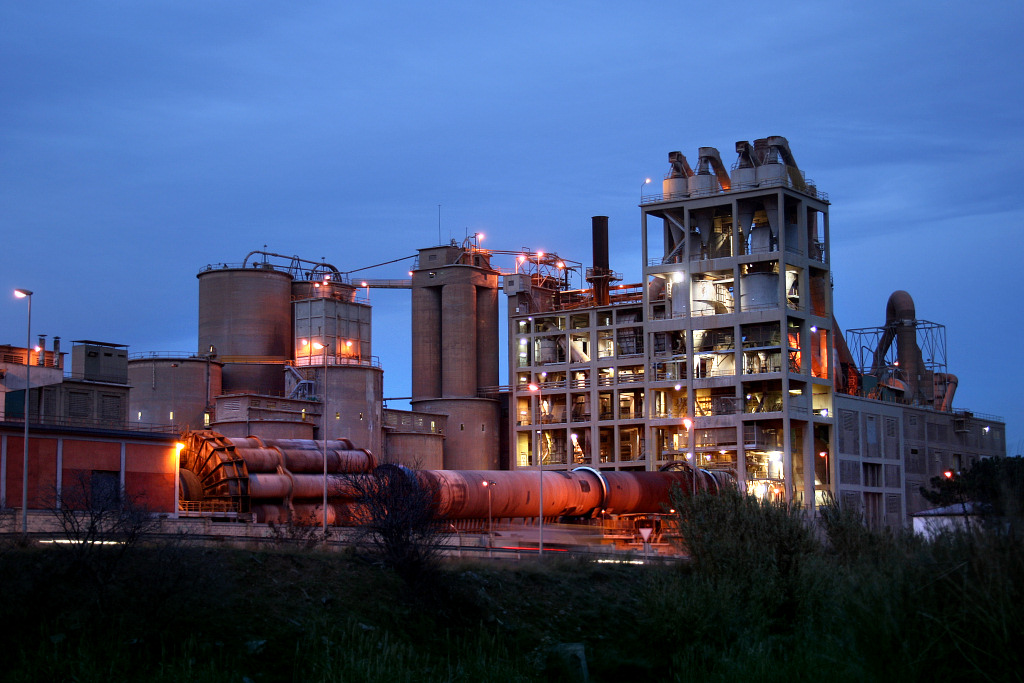
Ciments Molins a Sant Vicenç dels Horts

La primera fàbrica de ciment pòrtland de Catalunya fou la Fàbrica de Ciment Asland de Castellar de n'Hug, promoguda l'any 1901 per l'industrial Eusebi Güell i Bacigalupi. Va ser la primera que instal·là forns rotatoris a l'Estat Espanyol. Restà operativa fins a l'any 1975 i actualment és un museu adscrit al Museu de la Ciència i de la Tècnica de Catalunya. Asland va instal·lar fàbriques addicionals a Montcada i Reixac (1917) i a Villaluenga de la Sagra (1928). L'any 1970 comprà la fàbrica existent a Sagunt, que havia estat oberta l'any 1950.
L'any 1920 l'empresa Auxiliar de la Construcción, S.A, amb una pedrera a Sant Feliu de Llobregat, al Puig d'Olorda, va instal·lar una fàbrica de ciment pòrtland Sanson a Sant Just Desvern, que va obrir en 1921. En 1962 era la empresa catalana amb més producció i l'ampliació de les seves instal·lacions fou rebutjada per l'ajuntament degut a la pressió veïnal, i en 1968 la fabrica es trasllada a peu de la cantera de Sant Feliu i tancant en 1970 la fàbrica de Sant Just. Sanson va ser adquirida per Cementos Mexicanos (Cemex) l'any 1992.
L'empresa Uniland va ser creada l'any 1973 com a fusió de Cementos Fradera i Cementos y Cales Freixa. Cementos Fradera fou fundada l'any 1896 com "M. de C. Butsems & Fradera", per Mariano Carlos Butsems Just i Josep Fradera Camps. Fabricava ciment, amb una planta a Vallcarca (Sitges). Cementos y Cales Freixa, amb fàbrica a Santa Margarida i els Monjos fou comprada l'any 1901 pel banquer Antoni Freixa i Coma.
Una altra empresa capdavantera és Ciments Molins, fundada el 9 de febrer de 1928, per Joan Molins i Parera. Cementos Molins SA va donar continuïtat a les explotacions de pedreres i la fabricació de calç i ciment natural situades a Pallejà, Vallirana i Sant Vicenç dels Horts i va impulsar la fabricació de ciment d'aluminat de calci, segons la patent adquirida a Lafarge. Va instal·lar dos forns de reverber el 1929 i el 1930 i un forn rotatori per fabricar ciment pòrtland el 1943.
El 1926 a Vilanova i la Geltrú es va inaugurar la fàbrica de ciment blanc Griffi, que posteriorment va passar a mans de Valenciana de Cementos i més tard de Cemex, que la va tancar el 2009, a causa de la Crisi financera global del 2007-2012.
La fàbrica de ciment de Xerallo va iniciar el seu funcionament l'any 1951 per part de l'“Empresa Nacional Hidroeléctrica de la Ribagorzana” (ENHER) i va tancar definitivament l'any 1973. Es va situar a prop de pedreres calcàries de les quals extreia la matèria primera i de les mines de Malpàs, d'on aprofitava el carbó de combustible per als forns de la fàbrica.
El 1967, Cementos del Mar, subsidiària de Valenciana de Cementos va començar a construir la fàbrica de ciment d'Alcanar, que fou adquirida per Cemex.

## Fabricació a les Illes
L'any 1966, Cementos Portland de Mallorca va inaugurar la fàbrica de ciment a Lloseta, que va passar a mans de Valenciana de Cementos, i finalment Cemex, que la va tancar el 2018.

## Tipus de ciment
Hi ha diverses menes de ciment:
- Ciments amb addicions: Ciments pòrtland als quals s'han agregat altres substàncies, en proporció superior al 5%, per tal de millorar-ne les propietats o reduir-ne el cost. Les substàncies afegides al ciment en proporcions menors del 5% s'anomenen additius. Les addicions més habituals són el filler calcari (roca calcària molta) i les addicions formades per sílice en estat amorf (microsílice, escòries d'alt forn i cendres volants).
- Ciment d'aluminat càlcic (també conegut com a "aluminós"): Format per calcàries i bauxites. Adquireix resistència en un termini força més breu que el ciment pòrtland, però aquesta resistència disminueix amb els anys, sobretot si l'elaboració del formigó o les condicions ambientals no han estat les adequades a aquest tipus de ciment. A més, la protecció química que ofereix a les armadures és molt inferior a la que ofereix el ciment pòrtland. Actualment està molt restringit el seu ús en estructures.
- Ciments naturals: Són ciments formats per clinquerització de roques en què de manera natural es troben barrejats el carbonat de calci i els silicats. En distingim els ràpids i els lents:
  - Ciment natural ràpid o ciment ràpid: Endureix en qüestió de minuts i pastat només amb aigua (sense àrids) es fa servir com un morter de poca resistència per treballs en què sigui útil aquest enduriment ràpid, com ara les arestes per fer un arrebossat.
  - Ciments naturals lents: Tenien propietats semblants al pòrtland, però molta menys qualitat (sobretot una resistència inferior). S'havien fet servir com a alternativa més econòmica al ciment pòrtland, sobretot en fonaments, però actualment han caigut en desús.

## Ciment Pòrtland
El ciment pòrtland és format per silicats i aluminats càlcics que han fet presa amb aigua. La seva resistència mecànica augmenta amb el pas del temps. S'obté a partir d'una barreja de roca calcària i argiles, moltes finament, que se sotmeten al procés de clinquerització, consistent en la cocció a altes temperatures, amb fusió parcial. El pòrtland i els seus derivats (els ciments amb addicions i el ciment blanc) es molen juntament amb una petita quantitat de guix com a regulador de presa (si no n'hi hagués, el ciment solidificaria ràpidament en contacte amb l'aigua).
El ciment pòrtland és habitualment de color gris, degut a la presència en la seva composició de silicats de ferro procedents de les argiles i calcàries emprades en la seva fabricació. S'obté ciment blanc fent servir matèries primeres sense ferro i cuidant el procés de fabricació per tal que no es contamini. Sobretot, cal evitar que els molins de cru (o sigui, els que molen les matèries primeres conjuntament abans de la seva cocció) tinguin elements abrasius d'acer en contacte amb el material, ja que el seu desgast contaminaria el cru amb materials ferrosos. El ciment blanc s'empra per a fabricació de formigons blancs o de colors, ja que admet diversos tints. També es fa servir, normalment tenyit, per a la preparació de beurades (pastes de ciment i aigua) per rejuntar enrajolats.

### Producció del ciment pòrtland
Les matèries primeres del ciment pòrtland són calcària (CaO), sílice (SiO₂), alúmina (Al₂O₃), i òxid de ferro (Fe₂O₃). Aquests components es combinen apropiadament per produir els diversos tipus de ciment pòrtland. Les matèries primeres seleccionades són moltes, i es barregen en proporcions idònies per aconseguir la composició desitjada. La barreja es manté després en un forn rotatori on s'escalfa a temperatures entre 1400 i 1650 °C. En aquest procés la barreja es converteix químicament en un ciment endurit (clínker) que seguidament es fa refredar i es polvoritza. S'afegeix una petita quantitat de guix al ciment per tal de controlar el temps de preparació del formigó.

### Tipus de ciments pòrtland
- Tipus I. És el ciment pòrtland normal per ús general. S'utilitza on el formigó no és exposat a un gran atac de sulfats de l'aigua o del sòl, o on no es produirà un increment important de la temperatura degut al calor generat per la hidratació del ciment. Aplicacions típiques del formigó del tipus I són voreres, edificis, ponts, clavegueram i embassaments de formigó reforçat.
- Tipus II s'utilitza en llocs on pugui existir un atac moderat de sulfats, com les estructures de desguàs on les concentracions de sulfat en aigües residuals són més grans del normal.
- Tipus III, aquest ciment és un tipus de ciment de resistència prematura que desenvolupa grans resistències en un breu període. S'utilitza quan els encofrats o motlles del formigó es trauran ràpidament.
- Tipus IV, és un ciment de baixa calor d'hidratació que s'utilitza quan la quantitat de calor ha de ser mínima. El tipus IV de ciment pòrtland es reserva per estructures massisses de formigó.
- Tipus V, és un ciment que s'utilitza quan el formigó està exposat a elevats atacs de sulfats com el formigó exposat a terres i aigües residuals amb alt contingut en sulfat.

## Derivats
- El ferrociment és un material compost de morter i xarxa de filferro.
- El fibrociment és un material compost de morter i fibres. Actualment l'ús de fibrociment d'amiant està prohibit.
- El formigó[12] és el material de construcció resultant de la mescla de ciment (o un altre conglomerant) amb grava (pedrusca o àrids gruixuts), sorra (àrids fins) i aigua. La mescla de ciment amb sorra i aigua, anomenada morter, esdevé una pasta emmotllable amb propietats adherents, que en poques hores s'endureix i esdevé un material de consistència pètria. Existeixen formigons que es produeixen amb conglomerants que no són ciment, com el formigó asfàltic, que utilitza betum per a la mescla, o la calç.

## Consum aparent de ciment com a indicador econòmic
El consum de ciment d'una economia reflecteix l'activitat econòmica del sector de la construcció. Com que el consum de ciment és una dada difícil d'obtenir directament, es fa servir com a indicador el "consum aparent de ciment", mesurat en milers de tones i que es calcula a partir de variables més fàcils d'obtenir:
Consum aparent de ciment = Producció de ciment i clínquer+ Importacions de ciment i clínquer - Exportacions de ciment i clínquer
A Catalunya, en la segona dècada de 2010 el consum de ciment va ser de 21 milions de tones, un 69% inferior respecte dels 68 milions de tones consumits a la dècada de 2000, amb una caiguda important de les exportacions degudes a l'increment de cost de l'energia elèctrica i dels drets d'emissió de CO2 al nostre país.